# Hardwick (Massachusetts)
Hardwick és una població dels Estats Units a l'estat de Massachusetts. Segons el cens del 2000 tenia 2.622 habitants.

## Demografia
Segons el cens del 2000, Hardwick tenia 2.622 habitants, 997 habitatges, i 689 famílies. La densitat de població era de 26,2 habitants/km².
Dels 997 habitatges en un 34,9% hi vivien nens de menys de 18 anys, en un 56,4% hi vivien parelles casades, en un 8,3% dones solteres, i en un 30,8% no eren unitats familiars. En el 25,8% dels habitatges hi vivien persones soles el 13,2% de les quals corresponia a persones de 65 anys o més que vivien soles. El nombre mitjà de persones vivint en cada habitatge era de 2,57 i el nombre mitjà de persones que vivien en cada família era de 3,08.
Per edats la població es repartia de la següent manera: un 28% tenia menys de 18 anys, un 6,9% entre 18 i 24, un 28,6% entre 25 i 44, un 22,7% de 45 a 60 i un 13,7% 65 anys o més.
L'edat mediana era de 38 anys. Per cada 100 dones de 18 o més anys hi havia 95 homes.
La renda mediana per habitatge era de 45.742 $ i la renda mediana per família de 54.667$. Els homes tenien una renda mediana de 37.763 $ mentre que les dones 30.057$. La renda per capita de la població era de 20.824$. Entorn del 5,5% de les famílies i el 7,5% de la població estaven per davall del llindar de pobresa.